# (1967) Menzel
(1967) Menzel (A905 VC) – planetoida z pasa głównego asteroid okrążająca Słońce w ciągu 3,34 lat w średniej odległości 2,23 j.a. Odkryta 1 listopada 1905 roku.